# Margny-aux-Cerises
Margny-aux-Cerises è un comune francese di 244 abitanti situato nel dipartimento dell'Oise della regione dell'Alta Francia.

## Società

### Evoluzione demografica
Abitanti censiti